# 水垢

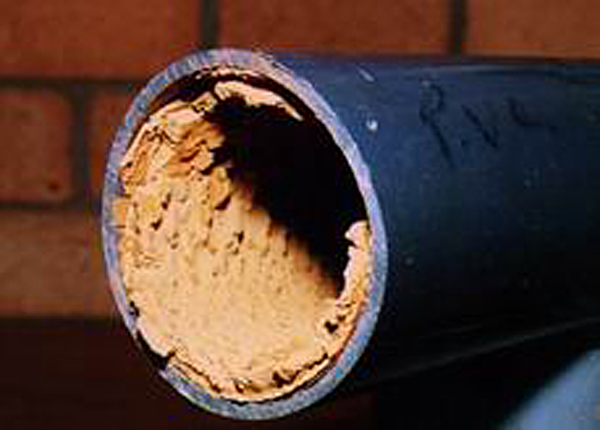
PVC水管內的水垢。

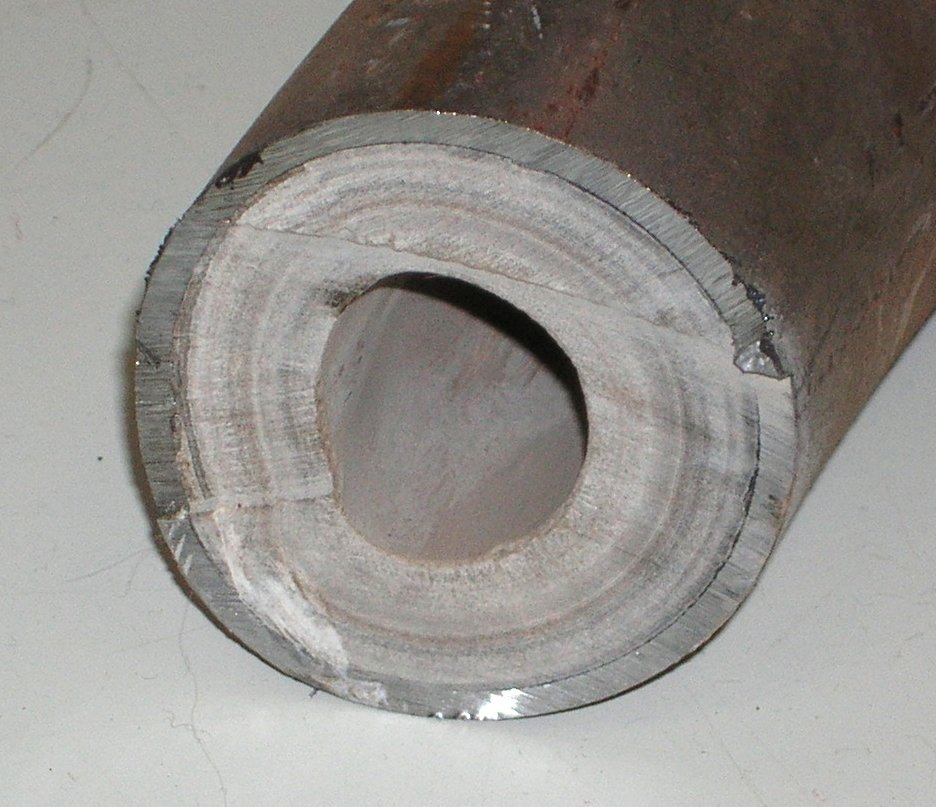
累積於水管中的水垢。

水垢，又称水碱、水锈，是一种在水壶和锅炉以及保养不善的中央暖氣系統热水管線内壁中坚硬的，灰白色或黄白色的白垩沉积物。在老的水管的内表面和其他硬水蒸发的表面也可以发现类似的沉积物。
顏色從灰白色到灰色、粉紅色或紅棕色不等，取決於存在的其他礦物質。
除了難看且難以清潔之外，水垢還會損壞各種管道和加熱部件的運作。 除垢劑通常用於去除水垢。防止結垢造成的污垢依賴水軟化或其他水處理技術。

## 化学成分
沉积在热水器加热元件上的类型主要由碳酸钙 （CaCO3） 组成。硬水含有碳酸氢钙（通常还有镁）或类似离子。钙、镁和碳酸根离子从岩石中溶解，雨水在收集前会通过岩石渗入。

## 水垢的来源
水烧开后，一部分水蒸发了，本来不好溶解的硫酸钙沉淀下来。原来溶解的碳酸氢钙和碳酸氫鎂，在沸腾的水里分解，放出二氧化碳，变成难溶解的碳酸钙和碳酸镁也沉淀下来，这就是水垢的来历。
由于不同的来源，水垢的类型也有不同。
在热水器等加热元件上沉积的水垢主要成份是由（热）水中沉淀下来的碳酸钙组成。
在炊具，水龙头和浴室瓷砖上的水垢类型含有碳酸钠，以及在蒸发前，溶解在水中的所有其他盐。
硬水含有钙（通常也有镁）的碳酸盐， 以及/或者类似的盐。硬水中的钙离子也可以和肥皂结合，肥皂可以正常地在软水中溶解。这种结合通常会形成浮渣，浮渣会在浴缸，水池和排水管道的内表面上沉淀并形成薄的薄膜。肥皂通常含有来自中和了的脂肪酸或类似化合物的阴离子。这些阴离子的钙盐在水中的溶解度比较低。
碳酸钙的情况比较少见，它在热水里的溶解度比冷水里的溶解度低，这会导致碳酸钙会沉积在那些加热水的地方。当水被加热时，局部的沸腾热点也会产生，造成水中的其他盐被集中和沉积。